# Purple (альбом)
Purple (укр. Фіолетовий) — другий альбом американського рок-гурту Stone Temple Pilots, що вийшов в 1994 році.

## Історія
Американський гурт Stone Temple Pilots став відомим після виходу своєї дебютної платівки Core в 1992 році. З одного боку, вона стала доволі комерційно успішною і містила декілька радіохітів. З іншого, критики та слухачі звинувачували колектив в тому, що він намагається «заробити» на хвилі підйому гранджового руху, і випускає музику, дуже схожу на творчість популярних сіетлських колективів, зокрема Pearl Jam.
Для того, щоб підкреслити власну унікальність та відмінність від інших гранджових гуртів, музиканти Stone Temple Pilots намагались якомога швидше випустити другу платівку. «Сором для преси — мати можливість оцінювати наше існування по одному альбомові. Це несправедливо для будь-якої групи, і я не думаю, що 12 пісень — це все, на що ми здатні» — розказував в інтерв'ю бас-гітарист STP Роберт Делео. В нових піснях музиканти хотіли продемонструвати власний професійний зріст, а Скотт Вейланд — підняти ліричні теми, яки хвилювали його останнім часом.
Альбом Purple вийшов 7 червня 1994 року. Першою піснею з платівки стала «Big Empty», написана для фільму «Ворон». Ця лірична блюзова композиція була дуже схожою на «Creep», останній сингл з попередньої платівки. Музиканти також виконали її на акустичному концерті MTV Unplugged, а пізніше запис цього виступу став офіційним кліпом на пісню. Наступним синглом стала важка «Vasoline» з потужним бас-гітарним інтро, текст якої з'явився у Вейланда під впливом тиску з боку преси, а також внаслідок власного зловживання наркотиків: «Я ніби-то застряг в одній й тій же ситуації. Я був наркоманом. Я брехав своїй дружині та іншим учасникам гурту». «Vasoline» опинилась на верхівці американського хіт-параду і залишалася там, аж доки її не змінила чергова пісня Stone Temple Pilots «Interstate Love Song». Ця пісня також описувала героїнову залежність Вейланда та його нещирість, і стала ще більшим хітом, залишаючись на першому місці чартів п'ятнадцять тижнів.

## Критичні відгуки
Перша реакція критиків на альбом була незадовільною. На сайті Entertainment Weekly гурт назвали «професійними злодіями», які крадуть ідеї в інших виконавців. На думку Девіда Брауні, якщо раніше Stone Temple Pilots були копією лише одних Pearl Jam, то тепер перетворились на триб'ют-проєкт гуртів альтернативного року, випускаючи пісні, схожі на творчість Soundgarden, R.E.M. тощо, іноді навіть переважаючи оригінали в майстерності. В «Чикаго Триб'юн» альбом назвали «порожнім і поверхневим», відзначивши «посередню ритм-секцію гурту та перероблені акорди гранджу». В журналі Rolling Stone для об'єктивності додали, що схожість Вейланда з Едді Веддером не обов'язково означає «копіювання», бо вони обидва були фанатами рок-музики 1970-х, та й музика Stone Temple Pilots набагато приємніша, аніж жорстка альтернатива Pearl Jam. «В усій своїй вторинній красі Purple від Stone Temple Pilots знесе вам дах — якщо ви це дозволите» — резюмувала оглядачка Лорейн Алі.
Пізніші критичні огляди були більш позитивними. Стівен Томас Ерлвайн (AllMusic) назвав Purple величезним кроком уперед в порівнянні з Core, який приніс Stone Temple Pilots «хіти, але не повагу». Він відзначив, що з часом стала зрозумілою відмінність гурту від інших гранджових колективів, їхня більша мелодійність та психоделічнисть. Пісні «Big Empty» та «Insterstate Love Song» оглядач назвав справжніми шедеврам, краще за які в мейнстримній рок-музиці нічого не вигадали. У 2019 році Purple потрапив на 24 місце в списку 50 кращих гранджових альбомів, складеному в журналі Rolling Stone. Енді Грін також відзначив, що попри звинувачення у «гранджовій неавтентичності», музиканти змогли написати чудові пісні, підкреслюючи власну оригінальність та несхожість на Pearl Jam.

## Список пісень
Автор текстів — Скотт Вейланд.
| #     | Назва                                    | Автор музики                       | Тривалість |
| ----- | ---------------------------------------- | ---------------------------------- | ---------- |
| 1.    | «Meatplow»                               | Р. Делео, Д. Делео                 | 3:37       |
| 2.    | «Vasoline»                               | Р. Делео, Д. Делео, Вейланд, Кретц | 2:56       |
| 3.    | «Lounge Fly»                             | Р. Делео                           | 5:18       |
| 4.    | «Interstate Love Song»                   | Р. Делео                           | 3:14       |
| 5.    | «Still Remains»                          | Р. Делео, Д. Делео                 | 3:33       |
| 6.    | «Pretty Penny»                           | Д. Делео                           | 3:42       |
| 7.    | «Silvergun Superman»                     | Р. Делео, Д. Делео                 | 5:16       |
| 8.    | «Big Empty»                              | Д. Делео                           | 4:54       |
| 9.    | «Unglued»                                | Вейланд, Р. Делео                  | 2:34       |
| 10.   | «Army Ants»                              | Д. Делео                           | 3:46       |
| 11.   | «Kitchenware & Candybars / Second Album» | Р. Делео                           | 8:06       |
| 46:59 |                                          |                                    |            |

## Учасники запису
| Stone Temple Pilots - Скотт Вейланд — вокал - Дін ДеЛео — гітара - Роберт ДеЛео — бас-гітара, бек-вокал - Ерік Крец — барабани, перкусія | Технічний персонал - Брендан О'Браєн — продюсер, запис, зведення, перкусія, гітара - Нік ДіДіа — інженер - Карам Костанцо — помічник інженера - Боб Людвіг — майстеринг - Пол Лірі — гітара - Джон Хайден — дизайн - Дейл Сайзер — ілюстрації |

## Місця в чартах
| Чарт (1994)                                          | Найвища позиція |
| ---------------------------------------------------- | --------------- |
| Австралія Australian Albums (ARIA)                   | 1               |
| Австрія Austrian Albums (Ö3 Austria)                 | 18              |
| Канада Canadian Albums (RPM)                         | 2               |
| Нідерланди Dutch Albums (MegaCharts)                 | 32              |
| Німеччина German Albums (Offizielle Top 100)         | 15              |
| Нова Зеландія New Zealand Albums (Recorded Music NZ) | 3               |
| Норвегія Norwegian Albums (VG-lista)                 | 11              |
| Швеція Swedish Albums (Sverigetopplistan)            | 6               |
| Швейцарія Swiss Albums (Schweizer Hitparade)         | 25              |
| Велика Британія UK Albums (OCC)                      | 10              |
| США Billboard 200                                    | 1               |

| Чарт (2019)                        | Найвища позиція |
| ---------------------------------- | --------------- |
| Угорщина Hungarian Albums (MAHASZ) | 20              |

| Чарт (1994)                        | Позиція |
| ---------------------------------- | ------- |
| German Albums (Offizielle Top 100) | 87      |
| US Billboard 200                   | 13      |
| Чарт (1995)                        | Позиція |
| New Zealand Albums (RMNZ)          | 25      |
| US Billboard 200                   | 49      |

| Чарт (1990—1999) | Позиція |
| ---------------- | ------- |
| US Billboard 200 | 99      |

## Сертифікації
| Регіон                                             | Сертифікація  | Продажі    |
| -------------------------------------------------- | ------------- | ---------- |
| Австралія (ARIA)                                   | 2× Платиновий | 140 000^   |
| Канада (Music Canada)                              | 3× Платиновий | 300 000^   |
| Нова Зеландія (RIANZ)                              | Платиновий    | 15 000^    |
| Велика Британія (BPI)                              | Срібний       | 60 000^    |
| США (RIAA)                                         | 6× Платиновий | 6 000 000^ |
| ^відвантаження, що базуються лише на сертифікаціях |               |            |